# Воинова-Шиканян, Любовь Павловна
Любо́вь Па́вловна Во́инова-Шиканя́н (5 (18) августа 1909, Ереван — 17 августа 1990, Ереван) — армянская советская артистка балета. Народная артистка Армянской ССР (1943). Жена танцовщика и дирижёра Дмитрия Шиканяна.

## Биография
Училась в Московском хореографическом техникуме. После выпуска в 1925 году была принята в балетную труппу Большого театра, карьеру начала на сцене филиала. Затем работала в Новосибирском театре оперы и балета, Свердловском театре, Тбилисском театре им. Палиашвили.
С 1938 года — в Ереване, артистка Театре оперы и балета им. А. Спендиаряна. Стала первой прима-балериной театра (с 1939). Вела педагогическую деятельность.
Умерла 17 августа 1990 года.
Правнучка Л. П. Воиновой-Шиканян Карина Шиканян продолжила балетную династию, в 2008 году поступив в Ереванский государственный хореографический колледж.

## Репертуар
- Царь-девица — «Конек-горбунок» Ц. Пуни
- Медора — «Корсар» А. Адана
- Китри — «Дон-Кихот» Л. Минкуса
- Тао Хоа — «Малтаква» Тактакишвили
- Каринэ — «Счастье» Хачатуряна
- Хандут — «Хандут» (на музыку А. Спендиарова)

## Роли в кино
- 1941 — Армянский киноконцерт — балерина
- 1971 — Офицер запаса — эпизод

## Награды
- Орден «Знак Почёта» (04.11.1939) — «за выдающиеся заслуги в деле развития армянского театрального и музыкального искусства».
- Медаль «За трудовое отличие» (27.06.1956).
- Народная артистка Армянской ССР (1943).
- Заслуженная артистка Армянской ССР.